# John Jacques, Baron Jacques
John Henry Jacques, Baron Jacques (* 11. Januar 1905 in Ashington, Northumberland; † 20. Dezember 1995 in Portsmouth) war ein britischer Unternehmer und Politiker der Co-operative Party, der 1968 als Life Peer aufgrund des Life Peerages Act 1958 Mitglied des House of Lords wurde.

## Leben
Jacques absolvierte nach dem Schulbesuch mit finanzieller Unterstützung durch ein Stipendium ein Studium am Co-operative College in Manchester und wurde danach 1925 Geschäftsführender Sekretär der Moorsley Society, ehe er 1929 nach einem zwischenzeitlich erworbenen Abschluss in Handelsbetriebslehre als Tutor an das Co-operative College in Manchester zurückkehrte und dort bis 1942 unterrichtete. Nachdem er zwischen 1942 und 1945 Buchhalter der Genossenschaftsbewegung (Co-operative Society) in Plymouth war, fungierte er zwischen 1945 und 1965 als Chief Executive Officer (CEO) der Co-operative Society von Portsea Island. Während dieser Zeit war er von 1951 bis 1975 auch Friedensrichter (Magistrate) von Portsmouth.
Des Weiteren fungierte Jacques, der 1961 Präsident des Kongresses der Genossenschaftsbewegung war, zwischen 1964 und 1970 als Vorsitzender der Genossenschaftsbewegung (Co-operative Union).
Durch ein Letters Patent vom 11. Juli 1968 wurde Jacques aufgrund des Life Peerages Act 1958 als Life Peer mit dem Titel Baron Jacques, of Portsea Island in the County of Southampton, in den Adelsstand erhoben und gehörte damit bis zu seinem Tod dem House of Lords als Mitglied an. In der Folgezeit war er zwischen 1971 und 1975 Präsident des Bildungsrates des Einzelhandels (Retail Trades Education Council).
Am 14. März 1974 wurde er darüber hinaus von Königin Elisabeth II. zusammen mit Charles Garnsworthy, Baron Garnsworthy, Reginald Wells-Pestell, Baron Wells-Pestell und Alma Birk, Baroness Birk zum Lord-in-Waiting des Königlichen Haushalts (HM Household) berufen. Als solcher war er damit Parlamentarischer Geschäftsführer (Government Whip) der regierenden Labour-Fraktion im Oberhaus und übte diese Funktion während der Regierungen der Labour Party unter den Premierministern Harold Wilson und James Callaghan zwischen 1974 und 1977 sowie erneut für kurze Zeit 1979 aus. Darüber hinaus war Baron Jacques von 1977 bis 1985 stellvertretender Vorsitzender der Ausschüsse des Oberhauses (Deputy Chairman of Committees of the House of Lords).